# Alliance (Ohio)
Alliance ist eine City, die in Stark und Mahoning County im US-Bundesstaat Ohio liegt. Der kleinere Teil im Westen gehört zum Mahoning County. Die beiden Teile liegen in verschiedenen statistischen Zählbezirken. Das U.S. Census Bureau hat bei der Volkszählung 2020 eine Einwohnerzahl von 21.672 ermittelt. Seit 1959 trägt Alliance offiziell den Spitznamen „The Carnation City“ (die Nelkenstadt), weswegen die Stadt seit 1960 jedes Jahr im August ein Nelkenfest abhält. Alliance beherbergt das 1846 gegründete Mount Union College und das World War History & Art Museum.

## Verkehr
Die Stadt war ein wichtiger Eisenbahnknotenpunkt. Heute gibt es in der Stadt nur noch eine Amtrak-Station der Capitol-Limited-Route von Washington, D.C. nach Chicago über Cleveland. Der westwärts fahrende Capitol Limited fährt täglich nach Cleveland, Elyria, Sandusky, Toledo, Waterloo, Elkhart, South Bend und Chicago. In der Gegenrichtung verbindet Zug Alliance mit Pittsburgh, Connellsville, Cumberland, Martinsburg, Harpers Ferry, Rockville und Washington, D.C. Der Capitol Limited ist die einzige Möglichkeit, Alliance überregional zu erreichen, da es keine Fernlinienbus- oder Flugverbindung gibt.
Der öffentliche Personennahverkehr wird durch die Stark Area Regional Transit Authority (SARTA) gewährleistet.

## Geographie
Die geographischen Koordinaten von Alliance lauten 40° 55′ N, 81° 6′ W (40,913358, −81,108094).
Nach den Angaben des United States Census Bureaus hat die Stadt eine Fläche von 22,3 km², die ausschließlich aus Land besteht, obwohl der Mahoning River den nordöstlichen Teil der Stadt durchfließt.

## Geschichte
Alliance wurde 1854 durch den Zusammenschluss dreier kleinerer Ortschaften gebildet. Das 1827 gegründete Williamsport, der 1838 entstandene Ort Freedom und die 1850 gegründete Ansiedlung Liberty kamen überein, sich zusammenzuschließen, da hier ein Eisenbahnknotenpunkt geplant war. Eine vierte Ortschaft, Mount Union, wurde 1888 eingemeindet und 1889 wurde Alliance als City inkorporiert.
Es gibt zwei verschiedene Legenden, wie die Stadt zu ihrem Namen kam. Die naheliegende Theorie besagt, dass der Name auf die „Allianz“ der drei kleineren Siedlungen zur Bildung einer größeren Stadt zurückgeht. Eine andere Interpretation ist die Verbindung der beiden großen Eisenbahnlinien, die sich in Alliance trafen. Es waren dies die Cleveland and Pittsburgh Railroad und die Ohio and Pennsylvania Railroad. Die beiden Strecken kreuzten einander auf dem Stadtgebiet – dieser Kreuzungspunkt wurde einst als „The Crossing“ bezeichnet.
Über Alliance wird oft erzählt, dass sie eine der wenigen Städte ist, in denen die Hauptstraße eine Sackgasse bildet. Das hat damit zu tun, dass diese Straße direkt zum Bahnhof führte und dort endete. Der Bahnhof war ein wichtiger Knotenpunkt für den Personenverkehr und ein Umschlagplatz für Güter und Waren.

## Die Nelkenstadt
Alliance wird auch als „Die Nelkenstadt“ („The Carnation City“) bezeichnet. Dieser Titel wurde der Stadt 1959 von der Ohio General Assembly, der Versammlung aus beiden Kammern des Parlaments des Bundesstaates Ohio, verliehen. Die Landnelke (Dianthus caryophyllus) ist auch die offizielle Staatsblume Ohios. Die Verbindung der Nelken zu Alliance geht auf das Jahr 1866 zurück, als der Arzt Levi L. Lamborn sechs Nelkenstöcke erwarb, um sie in seinem Gewächshaus zu kultivieren. Damals wurde diese Pflanze in den Vereinigten Staaten noch selten gezüchtet. 1876 kandidierte Lamborn gegen William McKinley um einen Sitz im Kongress der Vereinigten Staaten. William McKinley hatte das Mount Union College in Alliance besucht und war mit Lamborn befreundet. Im Wahlkampf überreichte daher Lamborn vor jeder der Kandidatendebatten seinem politischen Gegner eine Nelke, die dieser ansteckte. McKinley gewann die Wahl ins Repräsentantenhaus und machte die Nelke im Knopfloch fortan in Wahlkämpfen zu seinem Symbol. McKinley wurde Gouverneur von Ohio und später der 25. Präsident der Vereinigten Staaten.
1884 schlug Lamborn vor, die Blume zum Staatssymbol von Ohio zu machen. Drei Jahre nach der dem Tod von Präsident McKinley in seiner zweiten Amtszeit nach einem Attentat beim Besuch der Pan-American Exposition erklärte die Ohio General Assembly zum Gedenken an den Präsidenten die rote Nelke 1904 zur offiziellen Staatsblume des Bundesstaates. Am 29. Januar, dem Geburtstag William McKinleys, wird jedes Jahr ein Strauß roter Nelken in die Hände der McKinley-Statue vor dem Parlamentsgebäude in Columbus gelegt.
Seit 1960 veranstaltet die Nelkenstadt Alliance jährlich im Monat August ein Nelkenfestival.

## Demographie
Zum Zeitpunkt des United States Census 2000 bewohnten Alliance 23.253 Personen. Die Bevölkerungsdichte betrug 1042,7 Personen pro km². Es gab 9730 Wohneinheiten, durchschnittlich 436,3 pro km². Die Bevölkerung Alliances bestand zu 85,51 % aus Weißen, 11,19 % Schwarzen oder African American, 0,17 % Native American, 0,77 % Asian, 0,02 % Pacific Islander, 0,41 % gaben an, anderen Rassen anzugehören und 1,93 % nannten zwei oder mehr Rassen. 1,17 % der Bevölkerung erklärten, Hispanos oder Latinos jeglicher Rasse zu sein.
Die Bewohner Alliances verteilten sich auf 8908 Haushalte, von denen in 28,5 % Kinder unter 18 Jahren lebten. 44,2 % der Haushalte stellten Verheiratete, 14,9 % hatten einen weiblichen Haushaltsvorstand ohne Ehemann und 36,4 % bildeten keine Familien. 30,8 % der Haushalte bestanden aus Einzelpersonen und in 14,1 % aller Haushalte lebte jemand im Alter von 65 Jahren oder mehr alleine. Die durchschnittliche Haushaltsgröße betrug 2,41 und die durchschnittliche Familiengröße 2,98 Personen.
Die Bevölkerung verteilte sich auf 23,5 % Minderjährige, 15,5 % 18–24-Jährige, 24,8 % 25–44-Jährige, 20,1 % 45–64-Jährige und 16,2 % im Alter von 65 Jahren oder mehr. Das Durchschnittsalter betrug 34 Jahre. Auf jeweils 100 Frauen entfielen 87,5 Männer. Bei den über 18-Jährigen entfielen auf 100 Frauen 83,3 Männer.
Das mittlere Haushaltseinkommen in Alliance betrug 30.078 US-Dollar und das mittlere Familieneinkommen erreichte die Höhe von 37.011 US-Dollar. Das Durchschnittseinkommen der Männer betrug 31.033 US-Dollar, gegenüber 20.063 US-Dollar bei den Frauen. Das Pro-Kopf-Einkommen belief sich auf 15.185 US-Dollar. 18,0 % der Bevölkerung und 12,7 % der Familien hatten ein Einkommen unterhalb der Armutsgrenze, davon waren 26,8 % der Minderjährigen und 10,7 % der Altersgruppe 65 Jahre und mehr betroffen.

## Söhne und Töchter der Stadt
- William Miller Jenkins (1856–1941), Politiker und Gouverneur
- Charles Armstrong (1886–1967), Arzt und Virologe im amerikanischen Gesundheitswesen
- James F. Hamlet (1921–2001), Generalmajor der United States Army
- Len Dawson (1935–2022), American-Football-Spieler
- Perry King (* 1948), Schauspieler
- Ivan Sag (1949–2013), Linguist, Professor der Linguistik an der Stanford University
- Jaivon Harris (* 1982), Basketballtrainer

## Namensvarianten
Die Stadt besitzt einige Bezeichnungsvarianten:
- Freedom[9]
- Liberty[9]
- Mahoning[10]
- Williamsport[10]